# Ivan Ljubičić
Ivan Ljubičić (* 19. března 1979 v Banja Luce, Bosna a Hercegovina, tehdy Jugoslávie) je bývalý profesionální chorvatský tenista. Za svou dosavadní kariéru vyhrál 10 turnajů ATP ve dvouhře.
Jeho dosud nejlepším výsledkem v grandslamových turnajích je účast v semifinále French Open v roce 2006.

## Finálové účasti na turnajích ATP (26)

### Dvouhra - výhry (10)
| Legenda                                                       |
| ATP Masters Series / ATP World Tour Masters 1000 (1)          |
| ATP International Series Gold / ATP World Tour 500 Series (2) |
| ATP International Series / ATP World Tour 250 Series (7)      |

| Tituly dle povrchu |
| Tvrdý (7)          |
| Antuka (0)         |
| Tráva (1)          |
| Koberec (2)        |

| Č.  | Datum            | Turnaj                       | Povrch      | Soupeř ve finále    | Výsledek            |
| 1.  | 14. říjen 2001   | Lyon, Francie                | koberec (h) | Younes El Aynaoui   | 6-3, 6-2            |
| 2.  | 9. říjen 2005    | Metz, Francie                | tvrdý (h)   | Gaël Monfils        | 7-6(7), 6-0         |
| 3.  | 16. říjen 2005   | Vídeň, Rakousko              | tvrdý (h)   | Juan Carlos Ferrero | 6-2 6-4 7-6(5)      |
| 4.  | 8. leden 2006    | Čennaj, Indie                | tvrdý       | Carlos Moyà         | 7-6(6), 6-2         |
| 5.  | 5. únor 2006     | Záhřeb, Chorvatsko           | koberec (h) | Stefan Koubek       | 6-3, 6-4            |
| 6.  | 15. říjen 2006   | Vídeň, Rakousko              | tvrdý (h)   | Fernando González   | 6-3, 6-4, 7-5       |
| 7.  | 7. leden 2007    | Dauhá, Katar                 | tvrdý       | Andy Murray         | 6-4, 6-4            |
| 8.  | 22. červen 2007  | 's-Hertogenbosch, Nizozemsko | tráva       | Peter Wessels       | 7-6(5), 4-6, 7-6(4) |
| 9.  | 1. listopad 2009 | Lyon, Francie                | tvrdý (h)   | Michaël Llodra      | 7-5, 6-3            |
| 10. | 21. březen 2010  | Indian Wells, USA            | tvrdý       | Andy Roddick        | 7-6(3), 7-6(5)      |

### Dvouhra - prohry (12)
| Legenda                                                       |
| ATP Masters Series / ATP World Tour Masters 1000 (3)          |
| ATP International Series Gold / ATP World Tour 500 Series (3) |
| ATP International Series / ATP World Tour 250 Series (6)      |

| Finále dle povrchu |
| Tvrdý (10)         |
| Antuka (0)         |
| Tráva (0)          |
| Koberec (2)        |

| Č.  | Datum            | Turnaj                         | Povrch      | Vítězové           | Výsledek                   |
| 1.  | 11. leden 2004   | Dauhá, Katar                   | tvrdý       | Nicolas Escudé     | 6-3, 7-6(4)                |
| 2.  | 9. leden 2005    | Dauhá, Katar                   | tvrdý       | Roger Federer      | 6-3, 6-1                   |
| 3.  | 13. únor 2005    | Marseille, Francie             | tvrdý (h)   | Joachim Johansson  | 7-5, 6-4                   |
| 4.  | 20. únor 2005    | Rotterdam, Nizozemsko          | tvrdý (h)   | Roger Federer      | 5-7, 7-5, 7-6(5)           |
| 5.  | 27. únor 2005    | Dubaj, Spojené arabské emiráty | tvrdý       | Roger Federer      | 6-1, 6-7(6), 6-3           |
| 6.  | 23. říjen 2005   | Madrid, Španělsko              | tvrdý (h)   | Rafael Nadal       | 3-6, 2-6, 6-3, 6-4, 7-6(3) |
| 7.  | 6. listopad 2005 | Paříž, Francie                 | koberec (h) | Tomáš Berdych      | 6-3, 6-4, 3-6, 4-6, 6-4    |
| 8.  | 2. duben 2006    | Miami, USA                     | tvrdý       | Roger Federer      | 7-6(5), 7-6(4), 7-6(6)     |
| 9.  | 1. říjen 2006    | Bangkok, Thajsko               | tvrdý (h)   | James Blake        | 6-3, 6-1                   |
| 10. | 4. únor 2007     | Záhřeb, Chorvatsko             | koberec (h) | Marcos Baghdatis   | 7-6(4), 4-6, 6-4           |
| 11. | 25. únor 2007    | Rotterdam, Nizozemsko          | tvrdý (h)   | Michail Južnyj     | 6-2, 6-4                   |
| 12. | 4. únor 2008     | Záhřeb, Chorvatsko             | tvrdý (h)   | Serhij Stachovskyj | 7-5, 6-4                   |

### Čtyřhra - prohry (4)
| Legenda                                                       |
| ATP International Series Gold / ATP World Tour 500 Series (0) |
| ATP International Series / ATP World Tour 250 Series (4)      |

| Č. | Datum             | Turnaj           | Povrch      | Partner     | Vítězové                        | Výsledek      |
| 1. | 23. červenec 2000 | Umag, Chorvatsko | antuka      | Lovro Zovko | Álex López Morón Albert Portas  | 6-1, 7-6(2)   |
| 2. | 12. listopad 2000 | Lyon, Francie    | koberec (h) | Jack Waite  | Paul Haarhuis Sandon Stolle     | 6-1, 6-7, 7-6 |
| 3. | 22. červenec 2001 | Umag, Chorvatsko | antuka      | Lovro Zovko | Sergio Roitman Andres Schneiter | 6-2, 7-5      |
| 4. | 17. říjen 2004    | Metz, Francie    | tvrdý (h)   | Uros Vico   | Arnaud Clément Nicolas Mahut    | 6-2, 7-6(10)  |

## Davisův pohár
Ivan Ljubičić se zúčastnil 21 zápasů v Davisově poháru za tým Chorvatska s bilancí 23-12 ve dvouhře a 13-6 ve čtyřhře.

## Postavení na žebříčku ATP na konci sezóny

### Dvouhra
| Rok    | 1996 | 1997   | 1998   | 1999  | 2000  | 2001  | 2002  | 2003  | 2004  | 2005 | 2006 | 2007  | 2008  | 2009  |
| Pořadí | 573. | ▲ 287. | ▼ 293. | ▲ 77. | ▼ 91. | ▲ 37. | ▼ 49. | ▲ 42. | ▲ 22. | ▲ 9. | ▲ 5. | ▼ 18. | ▼ 45. | ▲ 24. |

### Čtyřhra
| Rok    | 1995 | 1996    | 1997   | 1998   | 1999   | 2000   | 2001   | 2002   | 2003  | 2004   | 2005  | 2006   | 2007  | 2008   | 2009   |
| Pořadí | 689. | ▼ 1088. | ▲ 334. | ▲ 281. | ▲ 204. | ▲ 137. | ▼ 218. | ▲ 175. | ▲ 92. | ▼ 112. | ▲ 92. | ▼ 127. | ▲ 89. | ▼ 168. | ▲ 122. |